# Formepizol
Fomepizol er en modgift (antidot) mod ethylenglykol- og methanolforgiftning. 
Det gives enten alene eller eventuelt sammen med hæmodialyse. Medikamentet administeres intravenøst.
Kendte bivirkninger inkluderer bl.a. hovedpine, kvalme, træthed og svimmelhed.